# ولتاور
ولتاور (انگلیسی: Welltower) شرکت املاک آمریکایی است، که در سال ۱۹۷۰ تأسیس شد.